# Mist
Mist var enligt nordisk mytologi en valkyria. Hon är den ena av Odens båda tjänarinnor, vid sidan av Rist, med uppgift att servera mjöd från geten Heidrun till einhärjarna.
Mist betyder dimma, vilket det fortfarande betyder i det engelska språket, och i konstruktioner såsom mistlur.